# Florian Vermeersch
Florian Vermeersch (Gante, 12 de marzo de 1999) es un ciclista profesional belga que compite con el equipo UAE Team Emirates XRG.

## Trayectoria
Empezó compitiendo en ciclocrós, hasta que en agosto de 2018 decidió pasarse al ciclismo en ruta. El 1 de junio de 2020 se convirtió en profesional al firmar con el Lotto Soudal y al año siguiente participó en su primera Gran Vuelta al tomar la salida de la Vuelta a España. Esa misma temporada logró la medalla de bronce en la contrarreloj sub-23 del Campeonato Mundial y finalizó segundo en la París-Roubaix.
En 2022 consiguió su primera victoria al imponerse en la Antwerp Port Epic y debutó en el Tour de Francia. Los dos años posteriores consiguió la medalla de plata en el Campeonato Mundial en Grava. Esa segunda medalla la logró en una campaña que la inició en una Vuelta a Murcia en la que se cayó y se rompió el fémur. A final de temporada cambió de aires y fichó por el UAE Team Emirates.

## Palmarés

### Ruta
2021
- 3.º en el Campeonato Mundial Contrarreloj sub-23

2022
- Antwerp Port Epic

2025
- 2.º en el Campeonato de Bélgica Contrarreloj

### Grava
2023
- 2.º en el Campeonato Mundial en Grava

2024
- 2.º en el Campeonato Mundial en Grava

## Resultados en Grandes Vueltas
| Carrera | Carrera         | 2020 | 2021  | 2022  | 2023  | 2024 | 2025 |
| ------- | --------------- | ---- | ----- | ----- | ----- | ---- | ---- |
|         | Giro de Italia  | —    | —     | —     | —     | —    | —    |
|         | Tour de Francia | —    | —     | 107.º | 120.º | —    | —    |
|         | Vuelta a España | —    | 121.º | —     | —     | —    | —    |

—: no participa
Ab.: abandono

## Equipos
- Pauwels Sauzen-Vastgoedservice Continental Team (2018)[12]
- Lotto (2020-2024)[13]
  - Lotto Soudal (2020-2022)
  - Lotto Dstny (2023-2024)
- UAE Team Emirates XRG (2025-)